# Ostoja Nidziańska
Ostoja Nidziańska este o arie protejată (sit de importanță comunitară — SCI) din Polonia întinsă pe o suprafață de 26.515,64 ha, integral pe uscat.

## Localizare
Centrul sitului Ostoja Nidziańska este situat la coordonatele 50°27′48″N 20°31′31″E / 50.4634°N 20.5254°E.

## Înființare
Situl Ostoja Nidziańska a fost declarat sit de importanță comunitară în aprilie 2004 pentru a proteja 5 specii de plante și 21 de specii de animale.

## Biodiversitate
Situată în ecoregiunea continentală, aria protejată conține 20 de habitate naturale: Pășuni continentale udate de apa mării, Vegetație psamofilă uscată cu pășuni deschise de Corynephorus și Agrostis, Lacuri eutrofice naturale cu vegetație de tip Magnopotamion sau Hydrocharition, Cursuri de apă de la nivel de câmpie la nivel montan, cu vegetație Ranunculion fluitantis și Callitricho-Batrachion, Râuri cu maluri nămoloase cu vegetație de Chenopodion rubri p.p. și Bidention p.p., Pajiști calcaroase din nisipuri xerice, Pajiști uscate seminaturale și facies de acoperire cu tufișuri pe substraturi calcaroase (Festuco-Brometalia) (* situri importante pentru orhidee), Păduri stepice euro-siberiene cu Quercus spp., Păduri central-europene de pin scoțian cu licheni, Formațiuni ierboase bogate în specii de Nardus, dezvoltate pe substraturi silicioase în zone montane (și în zone submontane, în Europa continentală), Pajiști cu Molinia pe soluri calcaroase, turboase sau argilos-nămoloase (Molinion caeruleae), Liziere de ierburi înalte hidrofile de câmpie și de nivel montan până la alpin, Pajiști aluvionare inundabile, de Cnidion dubii, Fânețe de joasă altitudine (Alopecurus pratensis, Sanguisorba officinalis), Mlaștini turboase de tranziție și turbării mișcătoare, Mlaștini alcaline, Peșteri inaccesibile publicului, Păduri de stejar și carpen Galio-Carpinetum, Păduri aluvionare cu Alnus glutinosa și Fraxinus excelsior (Alno-Padion, Alnion incanae, Salicion albae), Păduri mixte riverane de Quercus robur, Ulmus laevis și Ulmus minor, Fraxinus excelsior sau Fraxinus angustifolia, de-a lungul marilor râuri (Ulmenion minoris).
La baza desemnării sitului se află mai multe specii protejate:
- plante (5): Angelica palustris, Carlina onopordifolia, papucul doamnei (Cypripedium calceolus), Klasea lycopifolia, moșișoare (Liparis loeselii)
- amfibieni (2): buhai de baltă cu burta roșie (Bombina bombina), triton cu creastă (Triturus cristatus)
- mamifere (2): castor (Castor fiber), vidră de râu (Lutra lutra)
- nevertebrate (10): libelule (Leucorrhinia pectoralis), fluturele purpuriu (Lycaena dispar), Lycaena helle, Ophiogomphus cecilia, Osmoderma eremita, Phengaris nausithous, Phengaris teleius, Unio crassus, Vertigo angustior, Vertigo moulinsiana
- pești (7): avat (Aspius aspius), zvârluga (Cobitis taenia), zglăvoacă (Cottus gobio), cicar (Lampetra planeri), țipar (Misgurnus fossilis), boarță (Rhodeus amarus), dunăriță (Sabanejewia aurata)